# ميه سورينسن
ميه سورينسن (21 مايو 1994 بآلبورغ في الدنمارك - ) (بالدنماركية: Mie Sørensen)‏ هي لاعبة كرة يد دانمركية. لعبت مع SønderjyskE Håndbold ‏.

## وصلات خارجية
- ميه سورينسن على موقع الاتحاد الأوروبي لكرة اليد (الإنجليزية)